# Kajko i Kokosz (serial animowany)
Kajko i Kokosz – polski serial animowany oparty na komiksach autorstwa Janusza Christy o tym samym tytule, produkowany przez studio animacyjne EGoFILM oraz udostępniany na platformie Netflix od 28 lutego 2021.
Serial składa się z 26 odcinków, trwających po 13 minut.

## Obsada głosowa

### Obsada główna
- Artur Pontek – Kajko
- Michał Piela – Kokosz
- Maciej Kosmala –
  - Miluś,
  - różne role
- Jarosław Boberek – Mirmił
- Agata Kulesza – Jaga
- Jan Aleksandrowicz-Krasko – Łamignat
- Grzegorz Pawlak – Hegemon
- Anna Apostolakis – Lubawa
- Jacek Kopczyński – Kapral
- Abelard Giza – Oferma
- Krzysztof Zalewski – Wit
- Mateusz Łasowski – Siłacz

### Obsada drugoplanowa
- Eryk Lubos – Rodrus
- Gracja Niedźwiedź – kelnerka
- Zbigniew Konopka – szef straży króla
- Jakub Kamieński – kupiec
- Krystyna Janda – dyrektorka Szkoły Latania
- Monika Brodka – Kaprylda
- Anna Cieślak – Mgiełka, kapłanka Porewita
- Jerzy Stuhr – Dziad Borowy
- Andrzej Seweryn – Wielki Kapłan
- Olaf Lubaszenko – Ramparam

## Spis odcinków
| Nr        | Tytuł                 | Data premiery     |
| Część I   | Część I               | Część I           |
| --------- | --------------------- | ----------------- |
| 1         | Tajna broń Hegemona   | 28 lutego 2021    |
| 2         | Fujarka Łamignata     | 28 lutego 2021    |
| 3         | Złoty Puchar          | 28 lutego 2021    |
| 4         | Zamach na Milusia     | 28 lutego 2021    |
| 5         | Sekret maczugi        | 28 lutego 2021    |
| Część II  |                       |                   |
| 6         | Nawiedzony gród       | 17 listopada 2021 |
| 7         | Na wczasach           | 17 listopada 2021 |
| 8         | Wielki kapłan         | 17 listopada 2021 |
| 9         | Łaźnia                | 17 listopada 2021 |
| 10        | Podstęp Kapryldy      | 17 listopada 2021 |
| 11        | Szkoła Latania        | 17 listopada 2021 |
| 12        | Dziad Borowy          | 17 listopada 2021 |
| 13        | Dzień Śmiechały       | 17 listopada 2021 |
| 14        | W dziczy              | 17 listopada 2021 |
| Część III |                       |                   |
| 15        | Twierdza Jarla Bjorna | ?                 |
| 16        | Bitwa Lubawy          | ?                 |
| 17        | Nocna zmora           | ?                 |
| 18        | Baran                 | ?                 |
| 19        | Wielki turniej        | ?                 |
| 20        | Ślub Jagi             | ?                 |
| 21        | Zbójcerze w cywilu    | ?                 |
| 22        | Odyseja Milusia       | ?                 |
| 23        | Woda życia            | ?                 |
| 24        | Festiwal czarownic    | ?                 |
| 25        | Mirmił Wielki         | ?                 |
| 26        | Swój wróg             | ?                 |